# گویش چگنی لری شمالی
لری چگنی یا چِگِنیونه یکی از گویش های زبان لری در استان لرستان می باشد. بیشترین گویشوران این گویش زبان لری از ایل چگنی ساکن در استان لرستان می‌باشند. گویش چگنیونه از گروه گویشهای جنوب غرب ایران است. دانشنامه ایرانیکا  و اتنولوگ زبان لری را به دو دسته لری شمالی و جنوبی تقسیم کرده‌ است که در این تقسیم‌بندی گویش چگنیونه در کنار لری خرم‌آبادی، گویش نهاوندی، گویش بالاگریوه ای و گویش بروجردی جز گویش‌های لری شمالی قرار دارد. زبان لری و گویش‌های مختلف آن شاخه‌ای از گویش‌های ایرانی جنوب غربی است. فیلی‌ها که شامل گروهی از مردم لر و مردم کرد می‌باشد به گویش‌های متفاوتی سخن می‌گویند که معروفترین آن‌ها گویش کردی ایلامی، لری خرم‌آبادی، گویش چگنی یا چگنیونه و گویش شوهانی است. پرکاربرد ترین علامت های جمع در لری مینجایی:
علامت «یا» مثال: (بَردیا = سنگ ها)
علامت «ون» مثال: (زِنون = زن ها)
و علامت جمع «ل» است مثال: (زَنَل = زن ها، دُختِرَل =دختر ها) که گویش چگنیونه از لحاظ کاربرد علامت جمع «ل» دومین گویش پرکاربرد لری مینجایی است. گویش چگنیونه در بین دیگر گویش های زبان لری بیشترین شباهت را به گویش لری خرم‌آبادی دارد.

## چند کلمه به گویش لری چگنیونه
- آسمان = آسِمو

- برق، صاعقه = تِریشکَه

- نامزد کردن دختری برا پسری = پاگیرَه

- دَرب = دِر

- کَله، سَر = کَپو، سِر

- سگ = سِی یا گَمال

- گنجشک = مِلیچَک

- سوزن خیاطی = دَرزِن

- عقرب = کِشکَه

- مادر = دآ

- مادربزرگ = نِنَه

- پدر = بواَ

- پدربزرگ = پاپا

- عقاب = اِلُ

- غروب = ایوارَه

- آفتاب = اَفتاو

- ترکیدن = تِرکِسه

- پاره پاره = شِر

- ناهار = چاس   /  اصطلاح (چاسی بُنیم واش = ناهاری مهمانش باشیم)

- مرد = پیا

- مهَت = کمک

- مهت دیه = کمک کردن